# Dependent Records
Dependent Records es una compañía discográfica independiente alemana fundada en 1999 por más de 3 fundadores y que se especializa principalmente en varios géneros de la música electrónica principalmente del aggrotech, futurepop, synthpop, entre otros, al igual dándole oportunidad a grupos del rock.
En el 2009 Dependent Records hizo un acuerdo con Metropolis Records en distribuciones de su material.

## Algunos artistas de la discográfica
- Apoptygma Berzerk
- Click Click
- Covenant
- Front Line Assembly
- KMFDM
- Pride and Fall
- Rotersand
- Seabound
- Skinny Puppy
- VNV Nation